# ۱۲۸۹ (میلادی)
۱۲۸۹ (میلادی) هزار و دویست و هشتاد و نهمین سال تقویم میلادی است.

## درگذشتگان
‎